# Slag bij Mill
De Slag bij Mill was een kortstondig treffen tussen de Duitse invasietroepen en de Nederlandse verdediging. Het treffen vond plaats op 10 en 11 mei 1940. 
Een Duitse pantsertrein en een infanterietransport konden ongehinderd, via de spoorbrug van het zogeheten Duits Lijntje te Gennep, de Peel-Raamstelling passeren en nabij het dorp Zeeland een troepenmacht afzetten bestaande uit het IIIe bataljon van het 481ste infanterieregiment. 
De verdediging vanuit de kazernes bij Mill – bestaande uit circa 2000 militairen van het I-6 en I-3 infanterieregiment en de 20ste lichte artillerie – hadden het spoor inmiddels geblokkeerd met een zogenaamde aspergeversperring. De Duitse pantsertrein ontspoorde hier diezelfde dag op zijn terugtocht, de gevechten die hierop volgden hebben twee dagen geduurd en werden pas na een zwaar bombardement op de streek door de Duitsers gewonnen.

## Heden
In de plaats Mill is een wandeling uitgezet waarin de Sporen van de Oorlog nog zichtbaar zijn of werden gemaakt. De kazematten langs de Peel-Raamstelling zijn nog aanwezig en bij één daarvan is de situatie gereconstrueerd zoals die er in oorlogstijd heeft uitgezien. Ook een deel van het spoorwegtraject waarop de gebeurtenissen zich hebben afgespeeld is gereconstrueerd.